# Сенецион Меммий Афр
Сенецион Меммий Афр (лат. Senecio Memmius Afer) — римский политический деятель конца I века.
Сенецион, по всей видимости, происходил из Африки. В правление императора Домициана он занимал должности проконсула Сицилии и легата пропретора Аквитании. В 99 году Афр был назначен на должность консула-суффекта. Гробница Меммия обнаружена в Тибуре. Больше о нём ничего не известно.